# Samson a soif
 (novembre 2021).
Samson a soif est un roman de Pierre Molaine publié en 1943 aux éditions Corrêa.

## Genèse de l'œuvre
Comme dans tout premier roman, l'auteur a parsemé le récit de souvenirs personnels, ainsi que le révèle sa biographie (présence très lyrique de la nature, évocation de la Sorbonne à Paris, personnage employé d'administration, Thiers etc.).
Le manuscrit original de Samson a soif se trouve dans le Fonds Pierre MOLAINE à la Bibliothèque municipale de Lyon.

## Résumé
Pierre MOLAINE  donne la parole à un personnage d'un peu plus de trente ans et qui, sinon ramené à des instincts premiers, est, du moins, incapable de mobiliser ses forces pour affronter le monde ou lutter contre lui-même. Employé d'administration, il exècre, non sans une certaine lucidité, les hommes, jusqu'à imaginer une conjuration hostile du monde contre lui, les autres n'ayant d'existence que pour le persécuter. Alors des rêves de vengeance s'installent dans son esprit jusqu'à ce qu'ils prennent corps et que de plus faibles que lui en fassent les frais. Il retrouvera, cependant, tant bien que mal, la société des hommes, à la fin, grâce à son mariage.

## Critiques[2]
"Samson a soif de Monsieur Pierre Molaine est un livre d'accusation. C'est la biographie lyrique d'un jeune homme pauvre, né à la campagne, et qui finit par devenir commis du service central de l'administration des Contributions à PARIS. "Par mon histoire, semble-t-il dire, jugez de la méchanceté du monde."... Comme chez CELINE, le héros de M. Pierre Molaine s'écrie textuellement : "A poil, l'humanité", après quoi, il lui reste à conter ses désillusions sentimentales de commis au cœur pur et les grandes misères que lui fait son administration".
Poésie, 1944, Numéros 11 à 16, page 101.
"… Le style de ces  étonnantes pages, un peu forcé au  début, coule bientôt, abondant, sûr, facétieux, d’une syntaxe souple et du vocabulaire le plus osé à la fois, et le plus juste. On songe, non à Le Sage, mais à Rabelais et à M. Céline, ce qui ne serait pas pour M. Molaine un  médiocre parrainage. C’est la première oeuvre qu’il nous donne. Elle est  considérable par sa portée comme par son exécution."
Gonzague  TRUC
(Gonzague Truc (1877-1972) est un critique littéraire, essayiste et biographe français)